# تنقل بين الوظائف
التنقل بين الوظائف هو أسلوب من أساليب الإدارة يتطلب عمل المتدربين في وظائف مختلفة وأقسام عِدة خلال سنوات قليلة. وأظهرت الاستبيانات زيادة عدد الشركات التي تتبع هذا الأسلوب وتتخذ منه منهجًا لتدريب الموظفين. وهناك عدد من الآثار السلبية والإيجابية التي ترتبط بهذا الأسلوب، الأمر الذي يجعل الشركات في حاجة لأن تضع تلك الآثار في الاعتبار عند أخذها قرارًا باتباع هذا الأسلوب.
كذلك، يُعد التنقل بين الوظائف طريقة لفضح محاولات التلاعب واكتشاف الأخطاء. كما يقلل مخاطرة حدوث تصادم بين الأفراد. وتتبع المؤسسات التي تحتفظ بأنظمة أو معلومات خطيرة (مثل البنوك) هذا الأسلوب حينما تكون هناك إمكانية لحصول الموظفين على مكاسب شخصية باستغلال مناصبهم. وعلاوة على ذلك، يساعد التنقل بين الوظائف في استمرارية العمل؛ حيث يتم إعداد وتأهيل العديد من الأشخاص لأداء وظيفة معينة. فإذا تغيب موظف ما عن العمل، قد يحل محله موظف آخر يتمتع بنفس القدر من الكفاءة.
للاطلاع على استعراض كامل للمؤلفات النقدية عن أسلوب التنقل بين الوظائف ومعرفة نماذج جديدة قائمة على الدلائل، انظر كويني بي. (2010) (Coyne, P) أدناه.

## الآثار الإيجابية
هناك عِدة أسباب قد تدفع الشركة إلى اختيار اتباع أسلوب التنقل بين الوظائف، ومنها الانتفاع من ذلك الأسلوب باعتباره آلية تعلُم. أظهرت الأبحاث عددًا من المزايا المهمة التي قد تفوق تكاليف تدريب الموظفين في وظائف متنوعة. وباعتباره آلية تعلُم، فإن أسلوب التنقل بين الوظائف يقدم للموظفين الفرصة لاكتساب مهارات مهمة قد تساعدهم في الترقي في المناصب في الشركة. كما تساهم هذه الفرصة في رفع الروح المعنوية وتعزيز الكفاءة الذاتية. وقد تستفيد الشركة من هذا الأسلوب من خلال اكتساب القدرة على إيجاد الكفاءات المناسبة لشغل المناصب المهمة بها. ويسمح هذا الأسلوب بإدارة الشركة بشكلٍ أكثر فاعلية، ونتيجة لذلك تزداد إنتاجية الشركة وبالتالي تحقق مزيدًا من الأرباح.
فضلاً عن ذلك، يسمح التنقل بين الوظائف بتخفيف حدة الضغط الجسدي والذهني الواقع على الموظف نتيجة لشغله نفس الوظيفة لسنةٍ تلو الأخرى. وربما تقل مخاطر الإصابة ببعض الأنواع من الاضطرابات العضلية الهيكلية عند تغيير الموظفين للوظائف التي يشغلونها. كما يعتقد الكثيرون أن التنقل بين الوظائف يخفف من الملل والروتين الذي يشعر به الموظف عند الاستمرار على نفس المنوال في العمل لسنواتٍ طويلة.

## الآثار السلبية
هناك أيضًا بعض الصفات السلبية التي ترتبط بأسلوب التنقل بين الوظائف. أولاً، قد لا تكون بعض الوظائف في الشركة مناسبة لأسلوب التنقل بين الوظائف. وربما تكون هناك بعض المناصب التي يتعذر تغيير موظفيها نظرًا لكونها مناصب متخصصة تحتاج إلى التقانة (التكنولوجيا) ، أو لأنها تتطلب عمالة على قدر هائل من المهارة. لذا، فإنه من غير المناسب إخضاع تلك المناصب لأسلوب التنقل بين الوظائف بسبب التكاليف التي يتضمنها تدريب العمالة. وهناك مشكلة أخرى تواجه الشركات، ألا وهي انضمام بعض العمال إلى أحد اتحادات العمال مما قد يحرمهم من التنقل بين الوظائف خضوعًا للقوانين التي تحكمهم.
علاوةً على ذلك، من المشكلات التي تواجه الشركات عند اتباع هذا الأسلوب هي احتمالية الاضطرار إلى دفع حوافز  للعمال كي يتعاونوا في التنفيذ، الأمر الذي قد يؤدي إلى عدم العدالة في الأجر المكتسب. وأخيرًا، قد ينجم عن التنقل بين الوظائف تخفيض حجم اليد العاملة بسبب التدريب التبادلي بين الوظائف، وقد لا تحتاج الشركة لتوظيف آخرين بل قد تلجأ إلى تسريح العمالة الزائدة التي لم تعد ضرورية.
أخيرًا، فإن القوانين التي تطالب بإصدار تصاريح عمل للعمالة الأجنبية قد تفرض بعض القيود على التجارة الخارجية أو على توظيف العمالة الأجنبية. ما يجعل التنقل بين الوظائف بالنسبة للعمالة الأجنبية يخضع لموافقتهم.

## خاتمة
عندما تقرر الشركة استخدام أسلوب التنقل بين الوظائف، عليها أن تدرس بدقة الجوانب الإيجابية والسلبية للأمر.